# Ippodromo della Favorita
L'Ippodromo della Favorita è  un impianto sportivo della città di Palermo, adibito principalmente alle corse ippiche, al trotto, al galoppo e al salto ostacoli, noto soprattutto per la sua posizione a pochi passi dallo Stadio Renzo Barbera. È stato momentaneamente chiuso il 12 dicembre 2017.

## Impianto
L'impianto venne costruito nel 1953. Ha una posizione al nord-est molto particolare all'interno del Parco della Favorita, dal quale prende il nome; è un impianto di trotto e si divide in tre aree:
- Area spettatori

L'accesso all'impianto è gratuito; i posti all'interno sono 15 000, di cui 2 500 a sedere; sono presenti 2 aree di parcheggio, parco giochi per bambini e servizi ristoro.
- Area di corsa

L'area di corsa si divide in due parti: la pista da corsa, dove si svolgono le gare, con un percorso complessivo di 1000 metri e 25 di larghezza massima (in retta d'arrivo), ove la base del terreno è in tufo coperto di sabbia e che consente lo svolgimento di corse al trotto sulle distanze del miglio (1600 metri circa) e del doppio chilometro, e la pista da allenamento, con un percorso complessivo di 800 metri, che si trova all'interno della pista di gara con la quale condivide anche il materiale di composizione. La pista da allenamento e quella da corsa sono raccordate tra di loro per consentire l'effettuazione delle partenze delle corse "da fermo" con il sistema detto dei "nastri alla tedesca".
- Area scuderie

Il settore scuderie annovera, tra le altre cose, 400 alloggiamenti per i cavalli, alloggi per i dipendenti, servizio veterinario, parcheggi e servizi ristoro.